# ظهريرة فلبينية
ظهريرة فلبينية (الاسم العلمي:Notoedres philippinensis) هي نوع من الحيوانات يتبع جنس الظهريرة من الفصيلة القارمية.